# Eusauropleura
Eusauropleura — вимерлий рід гефіростегідових рептіліоморфів із Пенсильванії (пізній карбон) у Лінтоні, штат Огайо. Типовий і єдиний вид, Eusauropleura digitata, вперше був описаний американським палеонтологом Едвардом Дрінкером Коупом у 1868 році як Sauropleura digitata. У 1930 році палеонтолог Альфред Ромер відніс цей вид до нового роду Eusauropleura. Ромер вважав S. digitata рептилією або більш примітивним родичем рептилій, що робило її лише віддаленим спорідненістю з Sauropleura, яка є тонкохребцевою амфібією.
Евзауроплевра відома з ребер і кісток кінцівок, але череп невідомий. Голотип скам'янілості зберігся у виді з черева з щільним покриттям дрібних лусочок, що покриває нижню частину. Руки та ноги майже готові. Зовні він схожий на гефіростегуса з Чехії, бо пропорції тіла дуже збігаються. Порівняно з Gephyrostegus, Eusauropleura має слабше окостенілий таз. На руці є п’ять пальців.